# Santa Maria delle Grazie di Montevergini

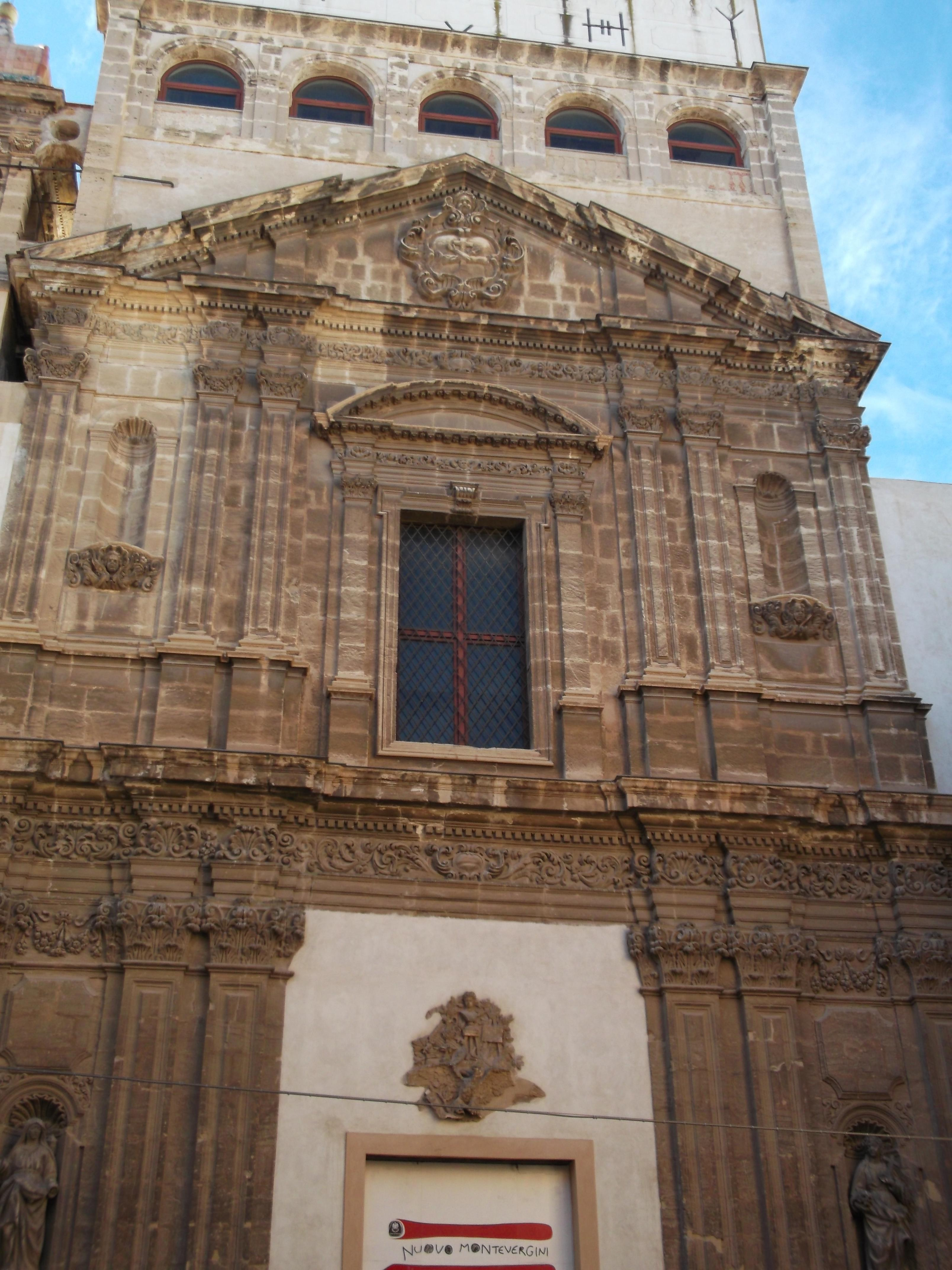
Santa Maria delle Grazie di Montevergini

Santa Maria delle Grazie di Montevergini oder Montevergine ist ein Kirchengebäude in Palermo.
Die Adlige Luisa Settimo stiftete im 15. Jahrhundert eine kleine Marienkirche, die dem Klarissenkloster zugeordnet wurde. Nachdem durch Erwerb von Grund und Boden ein größeres Kloster entstanden war, planten die Ordensfrauen den Neubau einer Kirche. Unter dem jesuitischen Architekten Lorenzo Ciprì wurde der Bau 1687 begonnen und nach dessen Tod 1703 von Andrea Palma fortgesetzt. Palma war auch verantwortlich für die Gestaltung der Außenfassade und die Dekoration des Innenraumes, die Fresken ließ er 1721 von Guglielmo Borremans durchführen. Beim Neubau der Kirche gingen die 1495 von Riccardo Quartararo geschaffenen Fresken mit Szenen aus dem Leben Jesu verloren.
Giuseppe Mariani entwarf 1716 den Campanile, dessen Turmhaube mit farbigen Majoliken bekleidet ist. Ab Mitte des 18. Jahrhunderts wurde die Sakristei im neoklassizistischen Stil dekoriert und die Kapelle von Luigi del Frago erweitert. 1704 schuf Antonio Grano einen Freskenzyklus, der 1802 von Giuseppe Velasco in monochromem Stil übermalt wurde. Den Hochaltar schuf Giovanni Patricolo 1856/57.
Mit der Säkularisation wurde das Kloster 1866 aufgelöst und von der Stadt übernommen, während die Klosterkirche in eine Gemeindekirche umgewandelt wurde. Derzeit dient die in der Via Montevergini im Stadtteil Seralcadio gelegene Kirche als städtisches Theater (Teatro Nuovo Montevergini).